# Wieża ciśnień w Trzebiatowie
Kolejowa wieża ciśnień – została wzniesiona w 1906 roku, znajduje się na końcu ulicy Torowej w pobliżu dworca kolejowego w Trzebiatowie, w województwie zachodniopomorskim. Wyłączona z eksploatacji w 1990

## Architektura
Trzon budowli o wysokości 10 m murowany z cegły pełnej, klinkierowej. Ściany osłonowe zbiornika betonowe. Pośrodku dachu świetlik z ozdobnym stalowym szczytem z chorągiewką (na niej data budowy – 1906). Wieża wewnątrz głowicy posiada kulisty stalowy, nitowany zbiornik. 
Zbiorniki kuliste (typu Klönne) bardzo rzadko były instalowane w wieżach z terenów Polski. Powierzchnia obiektu wynosi 24 metry kwadratowe.